# True as Steel
True as Steel — третий студийный альбом западногерманской рок-группы Warlock, изданный 18 августа 1986 звукозаписывающим лейблом Vertigo Records. В коммерческом отношении True as Steel стал прорывом для группы, попав в Топ-20 национального хит-парада (18-е место). Также в 1986 был снят первый видеоклип Warlock (на песню «Fight for Rock»), предназначенный для канала MTV. После окончания тура в поддержку альбома басист Франк Риттель и гитарист Петер Сзигети покинули группу, а их место заняли Томми Хенриксен и Томми Болан соответственно.

## Список композиций
1. Mr. Gold (Доро Пеш, Франк Риттель, Генри Старосте, Ральф Рене Мауе) — 4:10
2. Fight for Rock (Пеш, Старосте, Нико Арванитис, Мауе) — 3:09
3. Love in the Danger Zone (Пеш, Старосте, Петер Сзигети, Мауе) — 4:19
4. Speed of Sound (Пеш, Старосте, Арванитис, Мауе) — 3:39
5. Midnite in China (Пеш, Старосте, Арванитис, Мауе) — 4:30
6. Vorwärts, All Right (Пеш, Старосте, Сзигети, Мауе) — 4:07
7. True as Steel (Пеш, Старосте, Арванитис, Мауе) — 3:29
8. Lady in a Rock 'n' Roll Hell (Пеш, Старосте, Сзигети, Мауе) — 3:46
9. Love Song (Пеш, Старосте, Мауе) — 4:01
10. Igloo on the Moon (Reckless) (Пеш, Старосте, Сзигети, Мауе) — 3:02
11. T.O.L. (Старосте, Сзигети) — 2:17

## Участники записи

### Члены группы
- Доро Пеш — вокал
- Нико Арванитис — гитара
- Петер Сзигети — гитара
- Франк Риттель — бас
- Михаэль Эурих — ударные

### Технический персонал
Запись музыки — «Country Lane Studios», Мюнхен, и «Hammerton A Studios», Дюссельдорф
- Генри Старосте — музыкальный продюсер
- Генри Старосте, Михаэль Вагенер — звукорежиссёры